# İnegöl
İnegöl è una città della Provincia di Bursa, in Turchia.